# Tavrou/Pamuklu

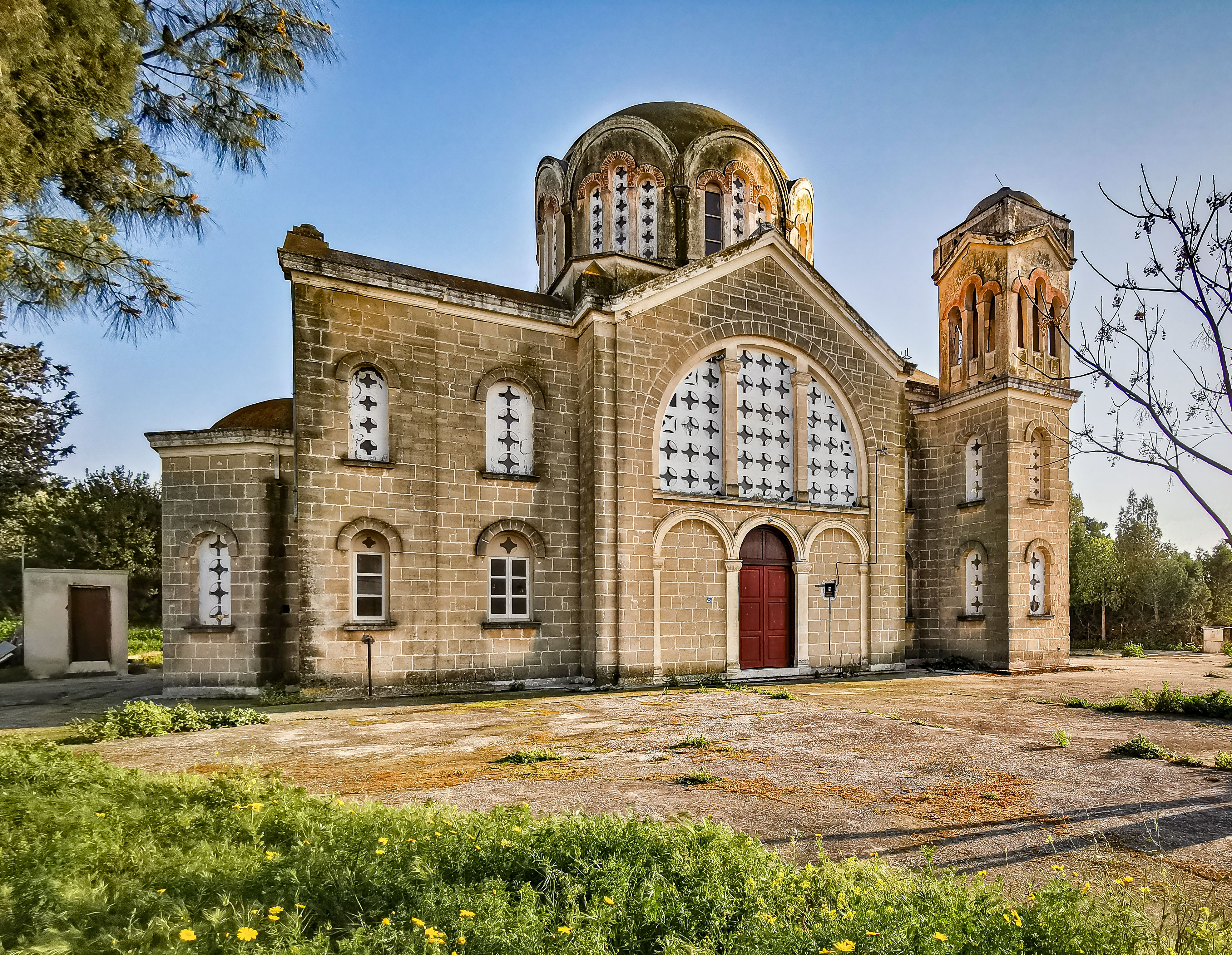
Die griechisch-orthodoxe Pfarrkirche Agios Sergios und Agios Bacchos

Pamuklu oder griechisch Ταύρου Tavrou sowie vor allem historisch auch Ταύρος Tavros ist ein Dorf auf der Karpas-Halbinsel im Norden der Mittelmeerinsel Zypern und liegt im Distrikt İskele der Türkischen Republik Nordzypern. Der Ort hatte 2011 280 Einwohner.

## Geographie
Pamuklu liegt auf der Karpas-Halbinsel, 1 Kilometer nördlich von Bafra.

## Geschichte
Pamuklu war vor der 1974 erfolgten Besetzung des Norden Zyperns durch türkische Streitkräfte von Zyperngriechen bewohnt. Bei der Volkszählung 1960 wurden 311 Zyperngriechen und ein Zyperntürke gezählt, 1973 waren es 323 Zyperngriechen. Die meisten flohen nach dem Einmarsch in den Süden der Insel. 
Heute ist Pamuklu durch Türken bewohnt, die vom türkischen Festland auf die Insel emigrierten. Diese kamen 1976 und 1977 aus Giresun, Altınordu und Yozgat. 1978 zählte man in Pamuklu 206 Zyperntürken, 2011 waren es 280.
Die örtliche Agios-Sergios-Kirche aus dem 19. Jahrhundert wurde zunächst als Moschee genutzt, ist aber seit 2010 aufgegeben, denn unmittelbar neben der Kirche entstand eine neue Moschee. Damit ist sie eine von 20 in Moscheen umgewandelten Kirchen im Norden, die inzwischen ohne religiöse Funktion sind.